# Огиевка (Харьковская область)
Огиевка (укр. Огіївка) — село, 
Огиевский сельский совет,
Сахновщинский район,
Харьковская область.
Код КОАТУУ — 6324885501. Население по переписи 2001 года составляет 915 (428/487 м/ж) человек.
Является административным центром Огиевского сельского совета, в который, кроме того, входят сёла
Гаркушино и
Терноватка.

## Географическое положение
Село Огиевка находится на берегах реки Вшивая,
выше по течению на расстоянии в 4 км расположено село Гришевка,
ниже по течению на расстоянии в 1 км расположено село Шевченково.
На реке сделана большая запруда.
На расстоянии в 1 км расположено село Гаркушино.

## История
- 1924 — дата основания.

## Объекты социальной сферы
- Детский сад.
- Школа.
- Дом культуры.
- Фельдшерско-акушерский пункт.

## Достопримечательности
- Братская могила советских воинов и жертв фашизма. Похоронено 29 человек.